# Даниловка (Волгоградська область)
Даниловка (рос. Даниловка) — робітниче селище у Даниловському районі Волгоградської області Російської Федерації. Адміністративний центр району.
Населення становить 4549  осіб. Входить до складу муніципального утворення Даниловське міське поселення.

## Історія
Населений пункт розташований у межах українського історичного та культурного регіону Жовтий Клин.
Згідно із законом від 22 грудня 2004 року № 1058-ОД органом місцевого самоврядування є Даниловське міське поселення.

## Населення
| 1959  | 1970  | 1979  | 1989  | 2002  | 2009  | 2010  |
| ----- | ----- | ----- | ----- | ----- | ----- | ----- |
| 3090  | ↗3753 | ↗4549 | ↗5518 | ↗5943 | ↘5261 | ↗5317 |
| 2012  | 2013  | 2014  | 2015  | 2016  | 2017  | 2018  |
| ↘5233 | ↘5110 | ↘5040 | ↘4930 | ↘4856 | ↘4718 | ↘4648 |
| 2019  |       |       |       |       |       |       |
| ↘4549 |       |       |       |       |       |       |